# Grant Hart
Grantzberg Vernon Hart, detto Grant (South Saint Paul, 18 marzo 1961 – Minneapolis, 13 settembre 2017), è stato un cantante, batterista e polistrumentista statunitense, noto soprattutto per aver fatto parte del gruppo hardcore punk/alternative rock Hüsker Dü, di cui era batterista, cantante e coautore della maggior parte dei brani.

## Biografia
Dopo lo scioglimento del gruppo nel 1987, Hart formò i Nova Mob, in cui militava come cantante e chitarrista. Dissoltasi anche questa band nel 1997, Hart si concentrò sulla propria carriera solista.
I testi di Hart, quando ancora faceva parte degli Hüsker Dü, furono elogiati dai critici per la notevole sensibilità (in particolare The Girl Who Lives on Heaven Hill e Turn on the News). I temi delle sue canzoni, che spaziavano dall'alienazione giovanile in Standing by the Sea alla descrizione di un omicidio in Diane, erano decisamente diversi da quelli della maggior parte delle band hardcore punk. Il suo stile vocale, a differenza di quello di Bob Mould (l'altra mente degli Hüsker Dü), era più tranquillo e melodico.
Grant Hart era dichiaratamente bisessuale mentre Bob Mould è gay; i due, comunque, hanno fermamente negato di aver mai avuto una relazione durante l'esistenza della band. Hart è morto a 56 anni il 13 settembre 2017, alle 9:02, presso il centro universitario di Fairview del Minnesota Hospital, a causa di un cancro al fegato.

## Discografia

### Con gli Hüsker Dü
- 1981 - Land Speed Record
- 1982 - Everything Falls Apart
- 1983 - Metal Circus
- 1984 - Zen Arcade
- 1985 - New Day Rising
- 1985 - Flip Your Wig
- 1986 - Candy Apple Grey
- 1987 - Warehouse: Songs and Stories
- 1994 - The Living End

### Con i Nova Mob

#### Album di studio
- 1991 - The Last Days of Pompeii
- 1994 - Nova Mob

#### EP
- 1991 - Admiral of the Sea
- 1992 - Evergreen Memorial Drive
- 1992 - Shoot Your Way to Freedom

### Solista

#### Album di studio
- 1989 - Intolerance
- 1999 - Good News for Modern Man
- 2009 - Hot Wax
- 2013 - The Argument

#### Album live
- 1996 - Ecce Homo

#### Compilation
- 2010 - Oeuvrevue

#### EP
- 1989 - 2541